# Terraillon
Fondé en 1908 et présent à l’exportation, Terraillon opère sur le marché des pèse-personnes et des balances culinaires.

## Historique

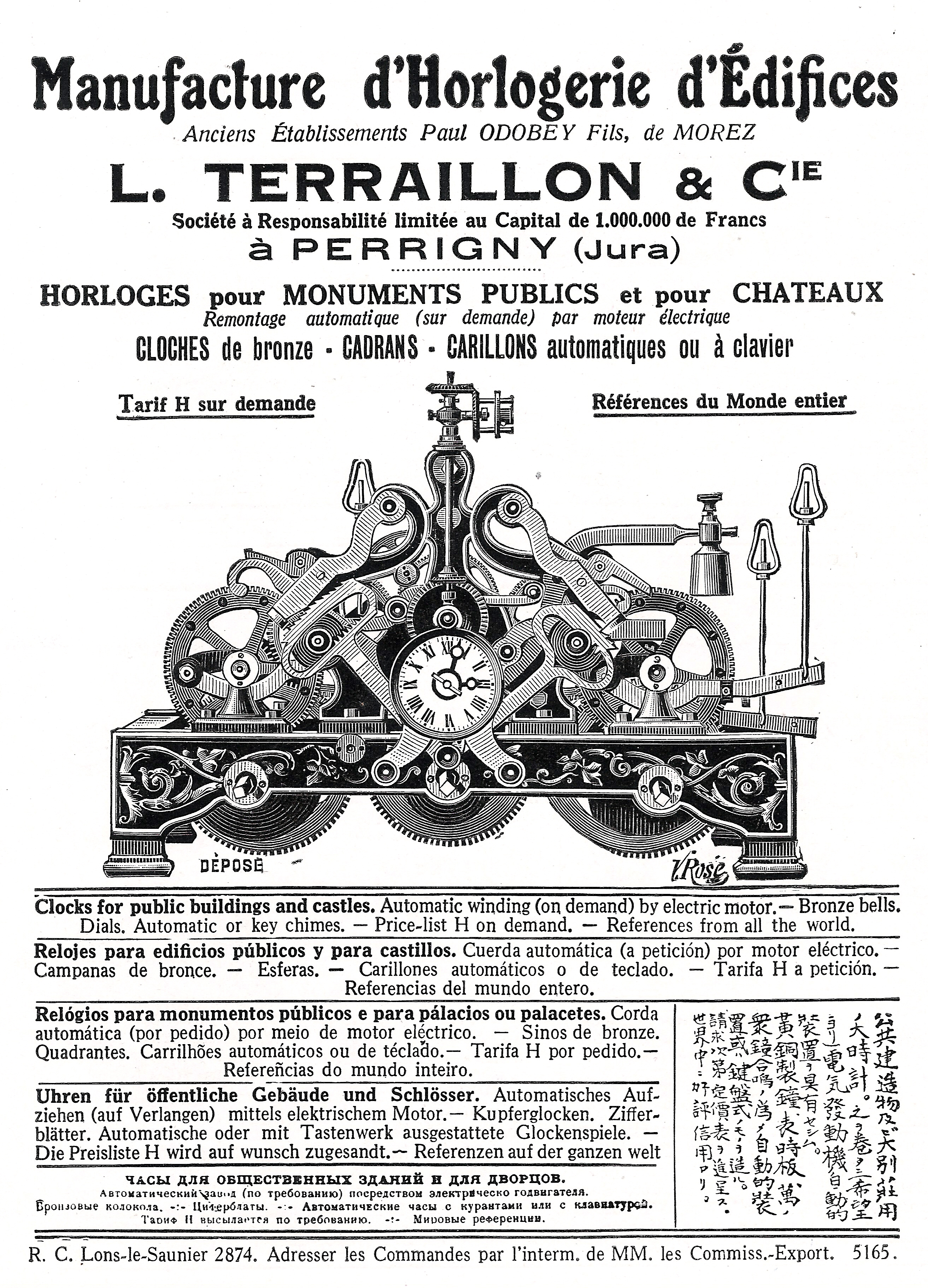
Publicité Lucien Terraillon vers 1922.

En 1908, Lucien Terraillon et Joseph Petitjean achètent la manufacture d'horlogerie monumentale de Paul Odobey à Morez. En 1921 l'entreprise dirigée par Lucien Terraillon est transférée à Perrigny, à côté de Lons-le-Saunier.
Terraillon fait son entrée sur le marché des appareils de pesage dans les années 1940, à l’initiative de Charles Terraillon, fils du fondateur. La société fait appel à des designers comme Marco Zanuso pour le modèle BA 2000 (1969), depuis exposé au MoMa.
L’ouverture du marché européen entraine le rachat de la société par Bernard Tapie. En vingt ans, trois actionnaires se succèdent jusqu’à l’arrivée du groupe hongkongais Fook Tin Technologies,.

## Informations économiques
En 2013, la direction investit 600 000 € pour augmenter sa visibilité dans le monde numérique, y compris par des services en ligne payants. 